# Jeep FC

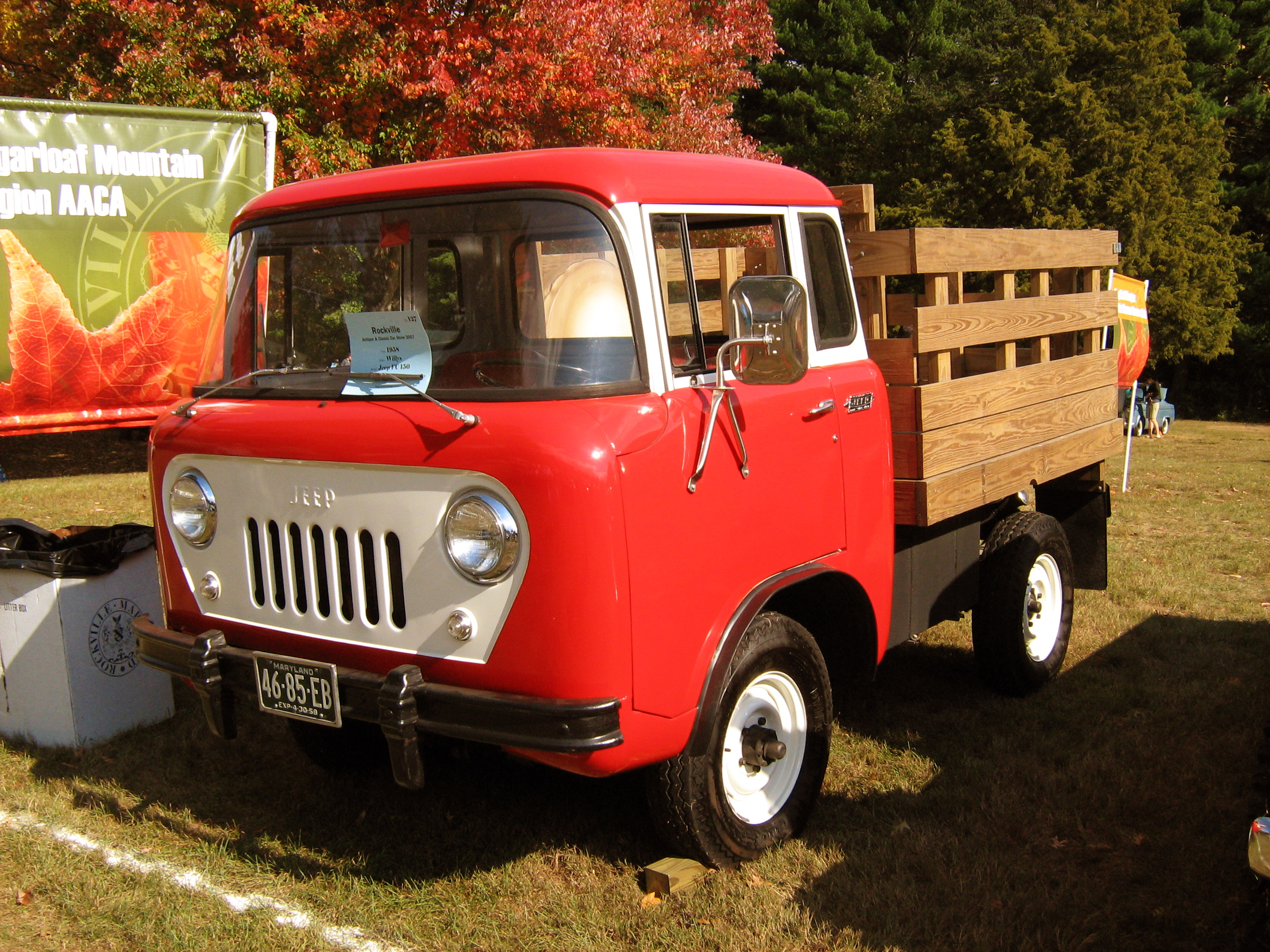
Jeep FC-150 mit Pritsche (1958)

Der Jeep Forward Control ist ein Transporter, der von Willys-Overland und dann von Kaiser-Jeep von 1956 bis 1965 hergestellt wurde. Er wurde auch in anderen Ländern gebaut. Die Bezeichnung Forward Control weist darauf hin, dass das Fahrzeug ein Frontlenker war, das heißt, sein Führerhaus war über dem Motor angeordnet (Cab-Over-Engine).

## Design
Willys stellte ab 1947 fast unveränderte Lieferwagen her. Als in den 1950er Jahren weitere Anbieter auf den Markt drängten, ließ die Geschäftsleitung eine neue, moderne Modellreihe von Transportern entwickeln. Der Designer Brooks Stevens ließ sich von großen Lkw mit über dem Motor liegendem Führerhaus inspirieren. Als Basis für das neue Fahrzeug diente der CJ-5. Als Antrieb wählte man den gegengesteuerten Willys-Hurricane-Motor und den seitengesteuerten Vierzylindermotor.
Der Forward Control wurde hauptsächlich als Arbeitsfahrzeug für Privatfirmen, Gebietskörperschaften und Militär, aber auch für die private Nutzung, vermarktet. Die Pritschenausführung war Standard, aber den Kunden wurde eine Vielzahl „Jeep-geprüfter“ Aufbauten anderer Hersteller angeboten. Dies reichte von einfachen Pritschen bis zu kompletten Abschleppfahrzeugen, Kippern und Feuerwehrfahrzeugen.
Das Angebot schloss auch einen Forward Control Commuter ein, einen der ersten Minivans. Drei funktionierende Prototypen wurden von Reutter in Stuttgart gebaut. Brooks Stevens war auch am Umbau dieser Transporter in Personenfahrzeuge beteiligt.

## FC-150
Das Modell FC-150 wurde 1956 eingeführt und hatte einen kurzen Radstand von nur 2.057 mm und eine Pritsche mit 1.981 mm Länge. 1958 bekam der Wagen ein neues, breiteres Fahrgestell. Die Spur vergrößerte sich von 1.219 mm auf 1.448 mm.

## FC-170
Der FC-170 wurde 1957 eingeführt und besaß einen Radstand von 2.616 mm und eine Pritschenlänge von 2.743 mm. Dieses Modell ist bemerkenswert, da zum ersten Mal die nutzbare Länge (9 ft.) den Radstand übertraf. Dies konnte durch die Anordnung des Führerhauses über dem Motor erreicht werden.

## FC-170 DRW
Dies war ein Eintonner mit Zwillingsbereifung hinten und einer nutzbaren Länge von 3.048 mm. Die Fahrzeuge waren mit 3.624 kg oder 4.077 kg zul. Gesamtgewicht erhältlich.

## Produktion
Die Jeep Forward Control wurden den Händlern am 29. November 1956 vorgestellt und der Öffentlichkeit im Rahmen der New York City Automobile Show im Dezember 1956 erstmals gezeigt. Der FC-150 stand ab 12. Dezember 1956 in den Auslagen der Händler. Die ersten Kundennachfragen nach den vierradgetriebenen FC-Jeeps waren vielversprechend. Ihr bestes Verkaufsjahr war 1957 mit 9.738 Exemplaren. Nach der Einführung des FC-170 1957 fielen die FC-150-Verkäufe 1959 auf 1.546 Stück, erholten sich 1960 aber wieder auf 4.925 Stück. Keines der beiden Modelle wurde aber, wie von Willys-Overland erhofft, der ganz große Erfolg. In 9 Jahren entstanden nur etwas über 30.000 Exemplare. 1964 wurde die Fertigung eingestellt.

## Militärvarianten
Neben den zivilen Jeep Forward Control gab es vier Modelle für die Armee:
- M676: lediglich kleine Veränderungen gegenüber der zivilen Version
- M677: viertüriger Doppelkabiner mit Plane
- M678: FC mit Busaufbau
- M679: M678 als Krankentransporter

## Modelle außerhalb der USA
Zahlreiche Versionen der FC-Modellreihe – meist in den USA nicht erhältlich – wurden in anderen Staaten in Lizenz der unterschiedlichen Eigner der Marke Jeep produziert: Willys-Overland, Kaiser-Jeep und AMC:

### Indien
Mahindra in Mumbai stellte ab 1947 Fahrzeuge aus CKD-Sätzen her. Die Produktion des FC-150 startete in Indien 1965 und später wurde dort auch der FC-170 hergestellt, ebenso wie ein vor Ort konstruierter FC-160, dessen Größe zwischen den beiden vorgenannten Modellen lag.
Der FC-160 (und später auch der FJ-160) besaß einen Radstand von 2.330 mm. Der Pritschenaufbau kam von Mahindra und andere Aufbauten waren auch erhältlich. Die Version mit Fahrgestell und Führerhaus des FC-160 war in den 1970er Jahren sehr gefragt für den Umbau zu Minibusen, Krankentransportern und anderen Fahrzeugen. Die meisten dieser Fahrzeuge besitzen die Front des FC. Die Fertigung des Mahindra FC-160 wurde im Sommer 1999 eingestellt.
Der Lkw FC-260 Diesel wurde 1975 eingeführt. Derzeit haben der FJ-460 von Mahindra (eingeführt 1983) und der Minibus / Transporter FJ-470 Kühlergrill und Front des originalen Jeep FC. Diese Fahrzeuge können 11 bis 15 Personen zzgl. Fahrer transportieren.

### Spanien
In den 1960er Jahren lizenzierte Kaiser-Willys die VIASA (Vehiculos Industriales y Agricolas, S.A.) zum Bau von Jeep-Fahrzeugen in Spanien. Ende der 1970er Jahre kaufte die VIASA den Transporterhersteller Ebro (ein Subunternehmen von Motor Iberica) auf. Die Lieferwagenbaureihe SV entstand auf den Fahrgestellen von Jeep, genauso wie die FC-Modelle in den USA. Die speziellen spanischen Modelle waren der Compeador (Eintonner offen), der Duplex (Doppelkabiner), der Furgon (Eintonner geschlossen) und der Toledo (9-sitziger Bus). Es gab zwei Motoren zur Auswahl: Der Reihensechszylinder Willys Super Hurricane und ein Reihenvierzylinder-Diesel von Perkins.

## Trivia
Ein FC-170 in Zebra-Lackierung wird im Spielfilm Hatari! zum Transport der gefangenen Tiere verwendet.